# 江墅铁路

江墅铁路示意图

江墅铁路是一条曾位于浙江省杭州市的铁路，全长16.135公里，因两端的终点——江干闸口和湖墅拱宸桥而得名。1908年，本线艮山门至南星桥段并入沪杭铁路，而艮山门至拱宸桥段后来被改造为绍兴路和江墅铁路遗址公园，闸口站后来成为白塔公园内的景观。

## 背景
20世纪初，英国试图控制华东铁路的路权；1897年，英国获得沪宁铁路的路权；1898年，中英两国又签订了《苏杭甬铁路草约》，英国借此获得了华东5条铁路的承建权（包括沪杭铁路），但在5年内却没有任何进展。当地民众对英国的影响力和低效不满，提议收回承建权，随后美国驻杭州领事馆也前来争取承建权。1904年，收回利权运动爆发，中国各地提出了收回铁路和煤矿权益的主张。在这种氛围下，为推进铁路建设，浙江全省铁路公司在1905年成立。然而，公司在创办之初资金仅400万元，鉴于资金和技术能力的不足，总理汤寿潜决定在杭州建设一小段连接钱塘江与大运河的铁路，此即江墅铁路。
初步测绘后，专家提出两个方案：第一条线路为沿着西湖，穿过万松岭后前往闸口，第二条为顺着杭州东侧城墙延伸。由于第一条线路经过了较多古墓，而迁坟难以被当时的社会接受，又由于线路靠近西湖，可能会破坏风景区的环境，在上奏朝廷后，第一条线路被否决。

## 建造
1906年11月14日，凤山门外的罗木营人头涌动。9时，身着布衣短褂，脚穿一双蒲鞋的汤寿潜乘着轿子到达；下了轿子后，他举起一把铁锹，挖起一铲土，宣告江墅铁路动工。人群中爆发出热烈的掌声。由于沿途地势平坦，线路在不到一年内竣工；全线工程包括桥梁11座、涵洞17座，采用34公斤/米钢轨，耗资168.6万银元。江墅铁路的铁轨由汉阳铁厂制造，其他机车等设备从英、日两国购得。
1907年8月23日，江墅铁路运营开通。

## 启用后
夏衍日后回忆道，“沿线挤满了人，连快要收割的络麻地也踏平了。在盛夏的烈日下晒了两个多钟头，好容易看到一列火车从北面开来，隆隆的车轮声和人们的呼喊声溶成一片……”
1912年12月11日，孙中山先生在杭州期间，曾从闸口火车站上火车，经江墅铁路到达拱宸桥火车站，三天的停留中，他专门踏勘了江墅铁路，并全程乘坐火车体验。

## 设施

### 车站
本线有拱宸、艮山门、清泰门、南星桥、闸口5站，全长16.135公里。

### 维护设施
1906年，浙江铁路公司开始修建拱宸桥机器厂。后厂房搬迁至闸口，更名为“闸口总机厂”。:250-252

## 运营
客车分头、二、三等车厢，票价也依次不同。以1919年售卖的三等车厢票价计，从拱宸桥站到艮山门站是5分钱，再乘到杭州站、南星桥站，都是1角钱，如果一直乘到闸口站，需要1角5分钱。列车每天运行六七对，除了夜晚单发客车外，白天都是客货混装车。从拱宸桥站至闸口站，全程需1小时15分钟。早上6:50就有班车从拱宸桥站始发，最晚的全程班次至晚上7:40止，但晚上11:00仍有从拱宸桥站到杭州站之间的列车。

## 后续

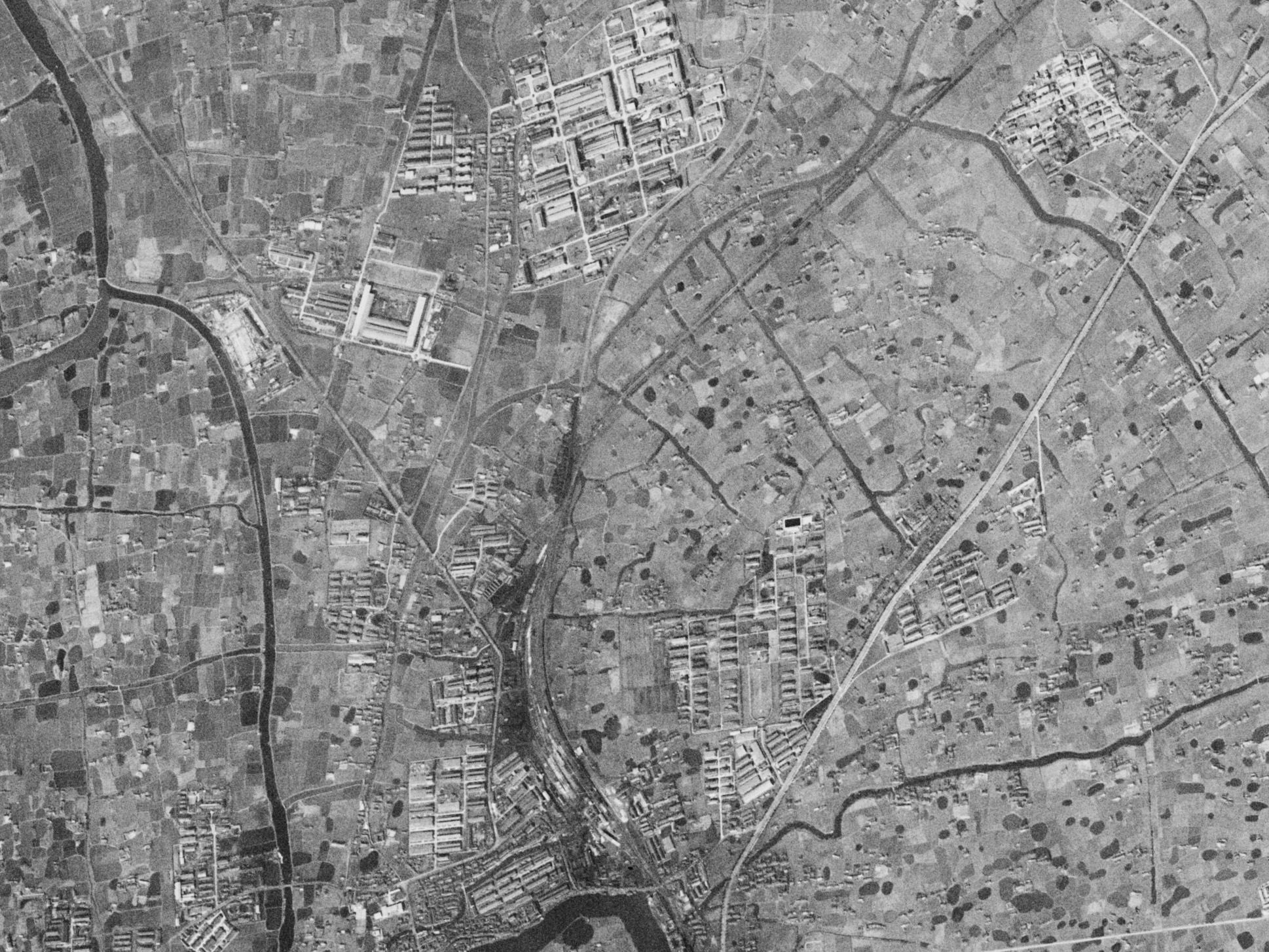
艮山门站和利用原江墅铁路路基改建的绍兴路卫星图（1969年）

1908年，在收回利权运动中，浙江省各界人士召开“国民拒款大会，提出“款本足，无待借，路已成，岂肯押”的口号，主张从英国商人手中收回沪杭铁路的修筑权。其中的“路”就是指已经建成的本线。:342
1909年8月，江墅铁路闸口至艮山门段成为沪杭铁路的一部分，后又成为今天沪昆线的一部分。艮山门至拱宸桥成为了沪杭铁路的一条支路，后在1944年日占时期被拆除，之后绍兴路在留下的路基上铺设而成。
由于清泰门站在杭州城外，乘客只能在城门开放时来往城市和车站，在馬一浮的建议下，铁路于1910年改道至今天的杭州站，清泰门站被拆除。古清泰门公园内保留有“清泰门火车站遗址”。闸口站后来并入南星桥站，停用后，部分用地改扩建为闸口白塔公园，里面有若干遗址遗物。用于维护机车的“闸口总机厂”后来成为杭州机务段本部，直到2013年移交给杭州市人民政府，并成为白塔公园的一部分。2008年10月，江墅铁路遗址公园在原拱宸站的位置建成开放。

### 江墅铁路公园
2008年，江墅铁路遗址公园建成并向市民免费开放。江墅铁路遗址公园位于登云路南侧，金华路东侧，占地10亩，依据历史资料还原钟楼、候车室、火车头和部分铁轨等设施，钟楼高19.06米，候车室140方，火车头重125吨，两条铁轨长45米。2012年12月31日，在遗址公园内，江墅铁路遗址陈列馆开馆。

## 媒体文件

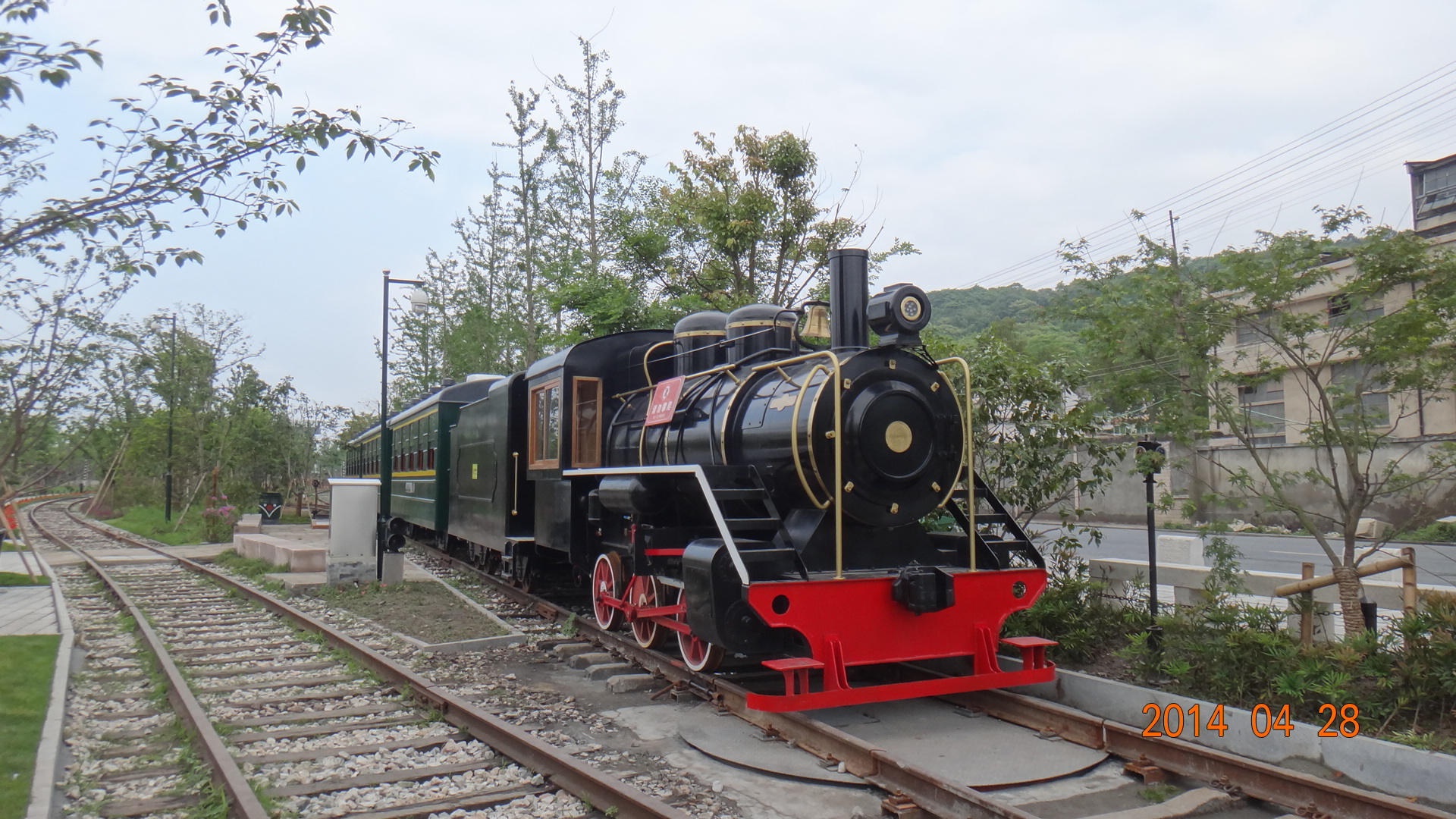
闸口站运行的小火车
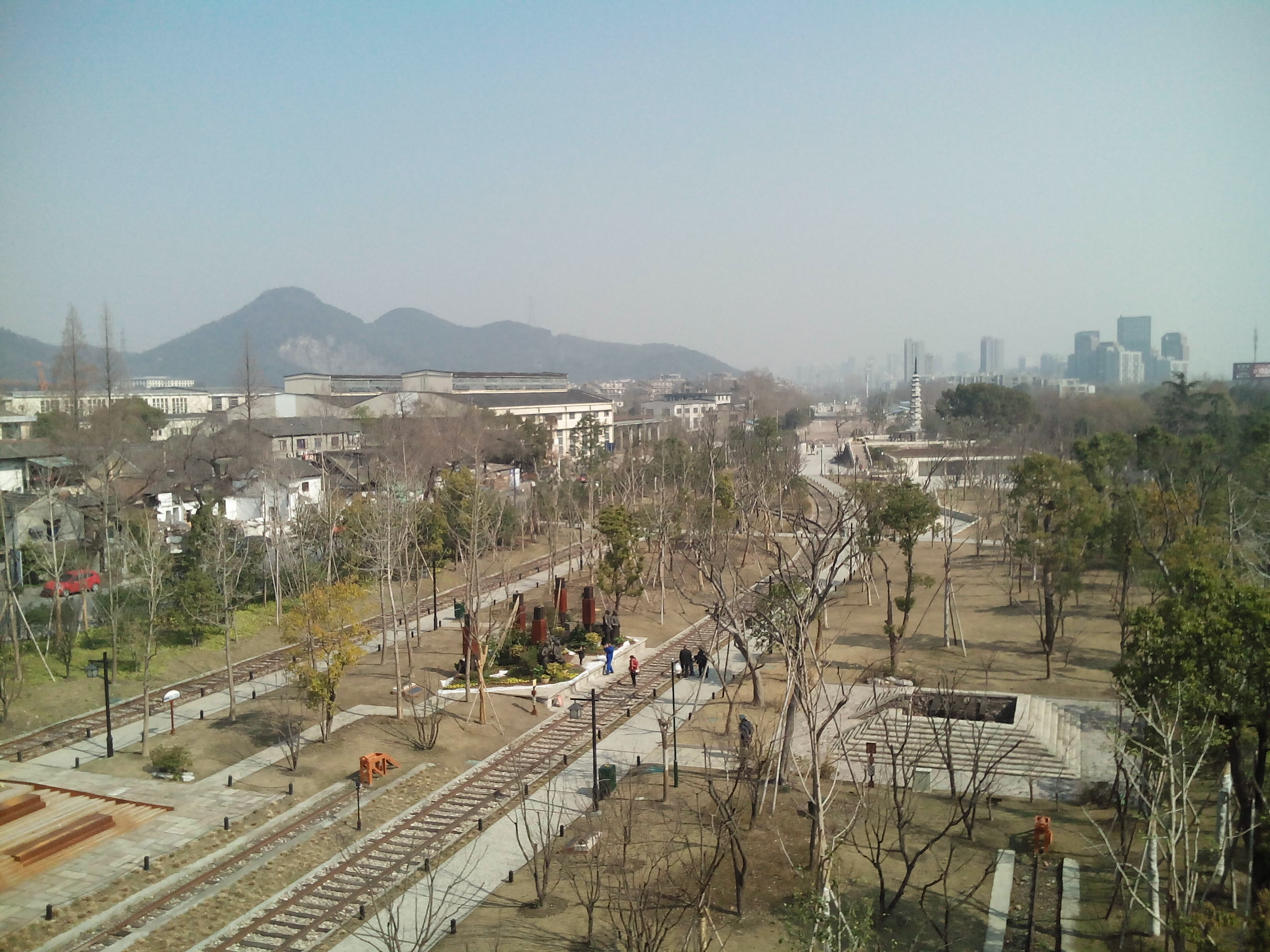
公园内保留的轨道
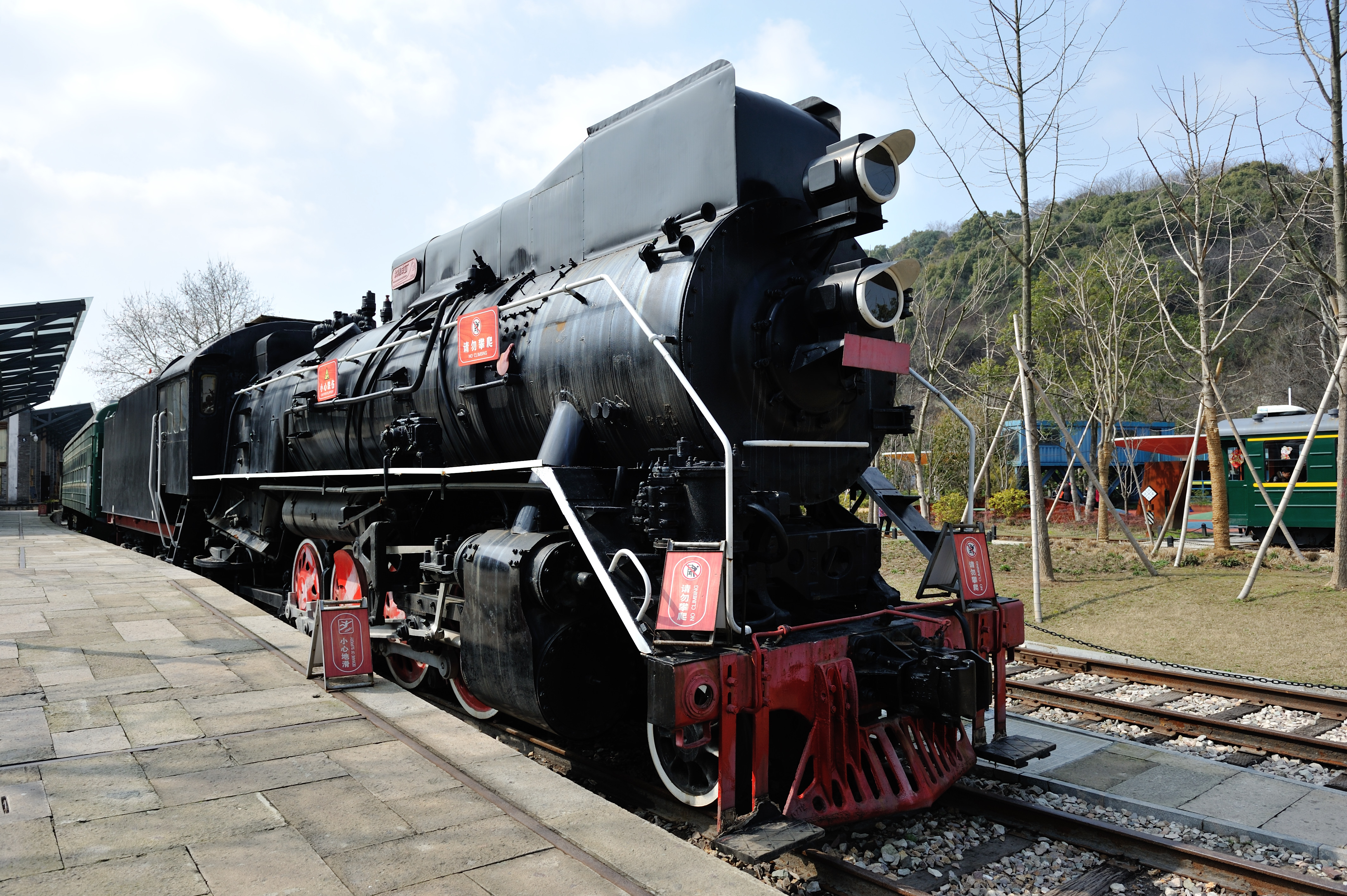
公园内保留的建設型蒸汽機車